# Université Claude-Bernard-Lyon-I
Universitatea Claude-Bernard-Lyon-I (în franceză Université Claude-Bernard-Lyon-I) este una dintre cele trei universități publice din Lyon, Franța. Este numit după fiziologul francez Claude Bernard și este specializat în știință și tehnologie, medicină și știința sportului. A fost fondată în 1971 prin fuziunea Facultății de Științe din Lyon cu Facultatea de Medicină.
Principalele facilități administrative, de predare și de cercetare sunt în Villeurbanne, iar alte campusuri sunt situate în Gerland, Rockefeller și Laennec, în arondismentul 8 din Lyon. Afiliate universității sunt Hospices Civils de Lyon, inclusiv Centre Hospitalier Lyon-Sud, care este cel mai mare spital universitar din regiunea Ron-Alpi și al doilea ca mărime din Franța.
Universitatea este independentă din ianuarie 2009. În 2020, a gestionat un buget anual de peste 420 de milioane de euro și a avut 2.857 de profesori.